# 東方香霖堂 〜 Curiosities of Lotus Asia.
『東方香霖堂 〜 Curiosities of Lotus Asia.』（とうほうこうりんどう）は、「東方Project」を題材にした日本の小説作品。著者はZUNで、挿絵は唖采弦二が担当している。
東方Projectの舞台となる世界「幻想郷」にある古道具屋「香霖堂（こうりんどう）」の店主「森近 霖之助（もりちか りんのすけ）」と、そこを訪れる人間や妖怪を中心に展開するストーリー。基本的に、物語は主人公である霖之助の一人称形式で展開されていく。
本作は連載作品で、連載終了後に書籍化しているが、連載時は何度か掲載媒体の移籍を行なっている（後述）。
2015年9月に発売された東方project専門雑誌、東方外來韋編で連載が再開された。
本項では、以降は『香霖堂』と称することとする。その他の本項で使用されている東方Project関連の略称については、東方Project#凡例を参照。

## 登場人物

### 新規の登場人物
ここでは、『香霖堂』が初出の登場人物を解説する。以下に記載した以外にも、1話あるいは1エピソードだけの登場人物が複数存在する。
森近 霖之助（もりちか りんのすけ）
本作の主人公。魔法の森の入り口にある古道具屋「香霖堂（こうりんどう）」店主の男性。
「森近霖之助」という名前は自分で付けたもので、「森近」は魔法の「森」の「近」く、「霖」は「霧雨」と「森」を合わせたもの、また店名の「香（こう）」は「神（こう）」に通じて「神社」を意味している。
人間と妖怪のハーフであり、人間と比べ寿命が長く、霖之助曰く「彼女（霊夢）たちの「何倍も」永く生きている」とのことで、歳を重ねても成長や老化といった変化が少ない。
｢未知のアイテムの名称と用途がわかる程度の能力｣を持つ。しかし、その道具の使い方までは知ることができない。また、使い方が分からないため、能力で思い浮かぶ用途の意味を勘違いすることもある。
外の世界から幻想郷に流れ着いた道具や本を拾い集め、それらを商品として店に並べたり、あるいは所蔵品として蒐集している。ほとんどの道具は使い方が分からず、使いこなせた一部の物は自分で使うため非売品にしてしまうことが多い。古道具屋の営業以外にも、霊夢のお払い棒や巫女服、魔理沙のミニ八卦炉の作成・補修・改良なども道具屋の仕事として行っている。
魔理沙が生まれるよりも前に、魔理沙の実家である「霧雨店」で修行していた。彼女が物心ついたときには既に独立して香霖堂を構えていたが、霧雨家を訪れることもあり昔から彼女と親交がある。独立の理由は、「霧雨店」で扱う商品と人間相手の商売では自分の能力を活かせないと考えたため。また、加齢による変化が少ない自分が里に長くいると、里の人間に不快感や恐怖を与えてしまうと考えているため、里の外で暮らしている。
魔理沙と霊夢は、用があっても無くても香霖堂によく訪れており、時に霖之助の博識を頼って質問や相談をすることもある。また霖之助も自分の知識や蘊蓄、周辺の物事や幻想郷の事象を独自に考察した物を二人によく語っている。「幻想郷縁起」（『求聞史紀』）では「店からあまり出ず客にも冷たいので商売人向きではない」と評されている。自分でも店の大半がコレクションであることから商売人に向いていないかもしれないと考えたり、魔理沙のように集めることだけが目的にならないか心配している。
理屈屋で人を馬鹿にしたような態度をとるため嫌われやすいが、人によっては親近感が得られるような人物である。戦闘（体を動かすこと）は苦手で出不精、大勢の前に顔を出すのを面倒臭がる。
外の世界や外の世界から流れてくる道具に強い興味を示しており、自分の知識をさらに活かせるよう修行するためにいつか外の世界へ行きたいと考えている。紙の入手が容易になったため書き始めた日記をいつか幻想郷の歴史書たる一冊の本にまとめて売り出すことで、香霖堂を拾い物を売るだけの店から格上げしようと考えている。

### 既存の登場人物
ここでは、『香霖堂』が初出ではない登場人物を解説する。以下に記載した以外にも、1話あるいは1エピソードだけの登場人物が複数存在する。
博麗霊夢
博麗神社の巫女。霖之助を「霖之助さん」と呼ぶ。頻繁に用も無く訪れては店に入り浸っていく、客ではない常連の一人である。友人の魔理沙とよくつるんでいる。
霧雨魔理沙
魔法使いの少女。霖之助を屋号の「香霖（こうりん）」と呼ぶ。霊夢と同じく客ではない常連の一人であるが、霊夢にも増して頻繁に香霖堂に通っては入り浸っている。
蒐集癖があり、要らない道具を霖之助に引き取ってもらっている。霖之助とは物心ついた頃からの付き合いであり、彼女が持つマジックアイテム「ミニ八卦炉」も彼が作ったものである。鉄くずの収集癖、星の魔法など現在の性格を形成する上で霖之助の影響を大きく受けている。
十六夜咲夜
紅魔館のメイド長。頻度は少ないが、たまに香霖堂を訪れる。レミリアに仕えており、二人で来る事もある。香霖堂の数少ない「常連客」の一人である。
レミリア・スカーレット
紅魔館の主。吸血鬼。時々、咲夜と一緒に香霖堂を訪れることがある。
魂魄妖夢
冥界の西行寺家に住み込みで働いている半人半霊の少女。
八雲紫
妖怪の少女。外の世界のことについてはあらゆる点で霖之助よりも詳しい。対面すると心を見透かされている様な気がするため、霖之助が苦手としている人物である。
稗田阿求
人里にある稗田家の九代目の「御阿礼の子」。

## 掲載媒体の推移
本作品は4回、掲載媒体を移している。
まず、月刊のアダルトゲーム雑誌『Colorful PUREGIRL』（ビブロス）にて、2004年1月号に予告が掲載され、翌月号より連載が始まる。分量は1ページで、話数は前編後編に分かれている場合は第1話前編と第1話後編などという形式がとられていた。しかし連載誌が、第5話後編（連載9回目）が掲載された2004年10月号で休刊を迎えた。
2004年10月からその後釜に当たる隔月刊雑誌『magazine elfics』（ビブロス）に掲載されるようになる。分量は2ページになり、話数は再び第1話からとされた。第6話（連載通算15回目）にて再び連載誌が休刊。
2005年12月、ビブロスのWebページ「エルナビ」上に連載の場を移し、過去の連載分を「Colorful PUREGIRLの第1話後編を第2話に」「magazine elficsの第1話を第10話に」のように話数が整理され、新連載分となる第16話以降がWeb上で無料で読めるようになった。また第15話までの過去の連載分の扉絵を閲覧できるギャラリーが設けられた。しかし、2006年3月31日にビブロスが倒産し、2006年2月掲載分（第17話）で連載休止となってしまう。それに伴い、エルナビ掲載分の作品を見る事はできない状態になった。
その後2006年6月、『電撃萌王』（メディアワークス）2006年8月号にて連載を再開し、2007年12月号の第26話にて最終回を迎えた。
商業媒体以外では、同人サークル「twirl-lock」から発行された有志のファンによる小説合同本の同人誌『霊偲志異2』（2004年12月・コミックマーケット67発表）において、ZUNが本作品を寄稿している。タイトルは「神々の道具」。
2015年9月に発売された東方project専門雑誌、『東方外來韋編』（アスキー・メディアワークス）で連載を再開。話数は第1話からカウントされている。

## 単行本
東方香霖堂 〜 Curiosities of Lotus Asia.
2010年9月30日発売、アスキー・メディアワークス ISBN 978-4-04-868501-6
装丁はしおり紐付きハードカバー。連載されていた『香霖堂』全26話を収録。さらに同人誌『霊偲志異2』に掲載された「神々の道具」も収録されている。
「神々の道具」は第12話とされ、「エルナビ」掲載のダイジェストおよび『電撃萌王』での話数が、12話以降一つずつずれることとなった（エルナビの第12話→単行本第13話、……、電撃萌王の第26話→単行本第27話）。